# Анаткасы (Урмарский район)
Анатка́сы (чув. Анаткас) — деревня вУрмарском районе Чувашской Республики. В рамках организации местного самоуправления с 2023 года входит в Урмарский муниципальный округ.

## География
Расположен в северо-восточной части региона, в пределах Чувашского плато, на расстоянии 81 км от Чебоксар, 5 км до райцентра Урмары.

### Климат
В деревне, как и во всём районе, климат умеренно континентальный с продолжительной холодной зимой и довольно тёплым сухим летом. Средняя температура января −13 °C; средняя температура июля 18,7 °C. За год выпадает в среднем 400 мм осадков, преимущественно в тёплый период. Территория относится к I агроклиматическому району Чувашии и характеризуется высокой теплообеспеченностью вегетационного периода: сумма температур выше +10˚С составляет здесь 2100—2200˚.

## История
Входил (с 2004 до 2022 гг.) в состав Челкасинского сельского поселения муниципального района Урмарский район.
К 1 января 2023 года обе муниципальные единицы упраздняются и деревня входит в Урмарский муниципальный округ.

## Население
| 2010 | 2012 | 2015 |
| ---- | ---- | ---- |
| 309  | ↗353 | ↘297 |

## Инфраструктура
В деревне имелась Анаткаская начальная школа. На данный момент заброшена.
Анаткасинский ФАП.

## Транспорт
Деревня доступна автотранспортом.